# Хортицкая Сечь
Хортицкая Сечь — деревянно-земляной городок (замок), устроенный волынским князем Д. И. Вишневецким в 1555 году на небольшом днепровском острове Малая Хортица.
Опираясь на этот форпост Д. И. Вишневецкий в 1556 году организовал два похода в турецкие и крымские владения (на города Очаков и Ислам-Кермен). В результате ответных действий турецких и крымских войск в 1557 году городок на Малой Хортице был после длительной осады захвачен и разрушен. Хотя городок считается прототипом Запорожской Сечи, среди историков нет консенсуса, считать ли замок Вишневецкого непосредственно «Сечью», поскольку это наименование в источниках того времени не использовалось; наличие казаков, а тем более «сечевиков» в городке спорно.

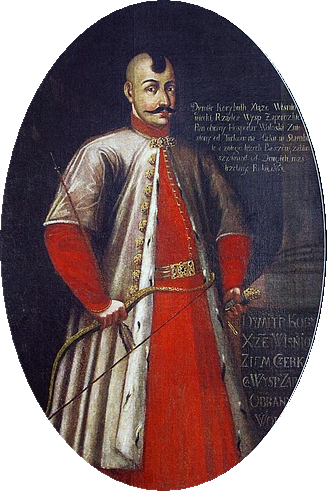
Дмитрий «Байда» Вишневецкий.

## Дискуссия о существовании Сечи

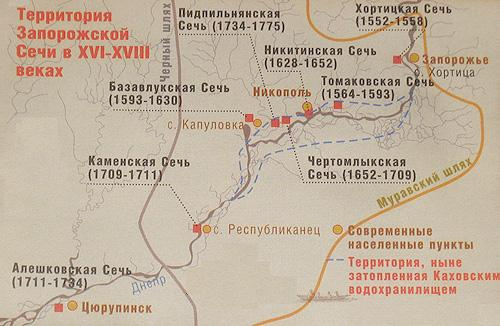
Местонахождение Запорожской Сечи в разные периоды её истории.

Со времён выхода работ А. Ригельмана, Д. Н. Бантыш-Каменского и др. существует историографическая традиция считать замок Д. Вишневецкого одной из первых Запорожских Сечей. Эта традиция поддерживается рядом украинских (Ю. А. Мицик, Г. Швидько, В. И. Сергийчук, Н. М. Яковенко) и польских (В.Серчик, Л.Пидгородецкий, Е.Топольский) исследователей. Однако ещё Д. И. Яворницкий с определённой аргументацией отрицал существование Хортицкой Сечи, не называли Сечью хортицких укреплений также Л. В. Падалка, В. Антонович и другие исследователи.
В источниках не обнаружено никаких прямых свидетельств существования Хортицкой Сечи, а используются в основном косвенные аргументы. Так, утверждается, что на Хортице были якобы сечевые укрепления. Однако, документальные материалы фиксируют здесь в середине 1550-х годов не «сечь», а «городок» или «замок». Также гипотетически допускается, что «именно сюда стягивались казаки» перед походами и возвращались из последних. Однако, как показывают исследования Ш. Лемерсье-Келькеже, основанные на оттоманских архивах, в армии Д. Вишневецкого даже «казаки» почти не упоминаются, кроме фрагмента военных действий вблизи Азова, не говоря уже о «сечевиках». Зато воины Вишневецкого чаще именуются «русскими» или «неверными». Хотя те же источники в других случаях неоднократно упоминают «польских», «московских» и «руских» казаков.
Ни один из известных ныне источников в середине 1550-х гг. не только прямо не упоминает «Сечь», но и не дает возможности поместить на Хортице ни коша, ни кошевых атаманов, ни традиций демократического выбора последних. Наоборот, Д. Вишневецкий в документах охарактеризован как единоличный властитель, а не выбранный сечевиками предводитель. Польский король Сигизмунд II Август (1548—1572) в одном из своих писем к Д. Вишневецкому (который Д. Яворницкий датировал весной — летом 1557 года) подчеркивал ещё и антиказацкую направленность построенного замка: «Для удержания лихих людей — шкодников … Не допускайте Козаков делать зацепок чабанам и вредить улусам турецкого царя».

## Хортицкая Сечь — прообраз Запорожской Сечи
По мнению ряда украинских исследователей Хортицкая Сечь была первой из ряда Запорожских Сечей. Хортицкая Сечь была устроена в 1552 году на собственные средства волынским князем потомком литовского рода Гедиминовичей Дмитрием Ивановичем Вишневецким, известным в казацких народных сказаниях под именем Байды. Это была крепость, построенная на небольшом днепровском острове Малая Хортица, на землях подконтрольных крымскому хану. Крепость просуществовала 6 лет и в 1557 г. Эта крепость стала прообразом более поздних Запорожских Сечей. Идея, которой руководствовался Д. И. Вишневецкий, — создать кордон в низовьях Днепра, в Запорожье, против набегов крымцев на Речь Посполитую и на Московское царство, были востребованы вскорее, когда возникла Томаковская Сечь. Именно по этой причине Хортицкую Сечь называют прототипом Запорожских Сечей.

## Выбор о. Малая Хортица для основания Сечи
Остров Малая Хортица невелик, его размер в длину ~700 м и в ширину ~200 м. Остров расположен в Старом русле Днепра — Речище. Крепость была заложена на северной, высокой и каменистой части острова. Южная часть — пологая, с песчаными берегами. Расстояние до берега Большой Хортицы почти 200 м и столько же до Правобережной Украины. С военной точки зрения такое расположение крепости было весьма выгодным, что позднее подтвердили битвы с крымцами.
Крепость имеет вид подковы, южная и северная стороны которой имеют высоту 40 саженей, западная — 56 саженей. В середине укреплений выкопаны 25 ям, в который сейчас растут груши. С точки зрения военных специалистов укрепления Малой Хортицы представляют собой так называемый редан с флангами, закрытые с горжи и траверсами и ориентированные вверх и вниз против течения Днепра.
В малохортицкой крепости проживало около 300 казаков.
Наиболее распространенным дальнодействующим оружием того времени был лук, особенно грозным был турецкий лук, сделанный из клёна, выращенного в Анатолии. Его длина равнялась 1,22 м, при выстреле тетива оттягивалась на 74 см силой 38,5 кг, рекордная длина полета «с навесом» стрелы — 229 м.
Убойная сила боевой стрелой прямым выстрелом — (50-100 м). Ружья того времени поражали на таком же расстоянии. На обучение турецкого лучника требовалось 5 лет, тогда как стрелок из ружья обучался за 2-3 месяца.
Легко понять почему Байда выбрал именно Малую Хортицу для строительства крепости.
Расстояния от острова до большой земли превышало расстояние выстрела. Весь берег острова легко просматривался по всей длине в случае попытки приближения врагов с любой стороны. Рядом в балке Канцеровка была устроена верфь, где строились казацкие лодки — чайки. Материалы для строительства лодок (дуб, сосна) привозились с Большой Хортицы.
Правый берег переправы Кичкас контролировался казаками и позволял отбиваться от идущих с левого берега Муравским шляхом крымцев. Для татар конечно же было предпочтительнее нападать с правого берега, но для этого надо было туда попасть. Нападение с Большой Хортицы имело большие недостатки — ведь вначале надо было попасть на о. Хортица, а для этого надо было форсировать широкий Новый Днепр (например с урочища Сагайдачного) и в случае удачи снова форсировать, но уже Старый Днепр.
Хортицкая Сечь сыграла важную роль в подготовке походов против татар и турок, (хан Девлет-Гирей с большей частью крымской орды в январе 1557 г. не смог её взять и ушел «с большим соромом»; в 1558 г. хан взял-таки Хортицкую сечь — с помощью турок и молдаван, приплывших на челнах; но и в этом случае Д.Вишневецкому удалось покинуть Сечь, оставив победителям только руины.
После разрушения весной 1557 года первой Сечи Вишневецкий отправляется в Москву, где он был торжественно встречен и обласкан Иваном Грозным. Князь-гетман поступает на службу к московскому царю, получает за это в удел Белевскую волость.
Однако уже весной следующего, 1558 года царь направляет его воевать в Крым. Русский летописец говорит об этом так: «И велел государь князю Дмитрею стояти на Днепре и берегти своего дела над Крымским царем, сколько ему Бог поможет».

## Старые источники о Сечи
В 1594 году на остров Хортица ехал к запорожским казакам посол германского императора Рудольфа II Эрих Лясота. На его пути он видел два острова Хортицы Большую и Малую. Именно с последней Лясота связывает подвиги князя Вишневецкого. Ерих Лясота указывает на остатки «городка», который Вишневецкий устроил для защиты от татар: «Четвертого июля, — пишет он, — прошли мы мимо двух речушек, званые Московками, которые впадают в Днепр с татарской стороны. Дальше пристали к берегу вблизи острова Малой Хортицы ниже по течению, где лет тридцать назад был построен замок Вишневецкого, разрушенный потом татарами и турками». Несколько раньше Лясоты об острове Хортица рассказывает и польский хронист Мартин Бельский: «Есть и другой остров вблизи того — Любимого — называемый Хорчик, на котором Вишневецкий до того жил и татарам очень вредил, так что они из-за него не смели так часто врываться к нам».

## Легенды о Сагайдачном
Считается, что во время морских походов против Турции на острове некоторое время со своим войском находился гетман Пётр Конашевич-Сагайдачный. Об этом рассказывают легенды, а также названия отдельных мест — урочище Сагайдачного, «ліжко і люлька Сагайдака» (на Средней Скале), Сечевые ворота, вал Сагайдачного.
А. Кащенко в своих «Оповідях про славне Військо Запорозьке низове» утверждает, что построенная Сагайдачным на острове Хортица крепость просуществовала там до 1625 года, когда после восстания М. Жмайла вследствие притеснений поляков запорожцы были вынуждены уйти вглубь непроходимых зарослей Великого Луга. Однако и после этого на Хортице в разное время находилась запорожская застава вплоть до ликвидации Запорожской Сечи.